# 비르키르카라 FC
비르키르카라 FC(Birkirkara Football Club)는 비르키르카라를 연고로 하는 몰타의 축구 클럽이다. 이 클럽은 1950년에 창단되었으며 현재는 몰타 프리미어리그에 참가하고 있다. 유럽 클럽 협회의 창단 멤버 가운데 한 팀이기도 하다.

## 성적
- 몰타 프리미어리그 우승

우승 (4): 1999-2000, 2005-2006, 2009-2010, 2012-13
- 몰타 컵 우승

우승 (6): 2002, 2003, 2005, 2008, 2015, 2023
- 몰타 슈퍼컵 우승

우승 (5): 2002, 2003, 2004, 2005, 2006
- 유로 챌린지/로엔브로 컵 우승

우승 (3): 1998, 2003, 2008
- MFA 슈퍼 5 로터리 토너먼트 우승

우승 (3): 1998, 2002, 2004, 2006

## 선수 명단

### 현역
참고: FIFA 자격 규정에 따라 소속된 국가대표팀 국기를 표시합니다. 선수는 복수의 FIFA 비회원국 국적을 가지고 있을 수 있습니다.
| 번호 | 포지션 | 국적 | 이름    |
| ---- | ------ | ---- | ------- |
| 8    | FW     | 몰타 | 폴 음봉 |

| 번호 | 포지션 | 국적         | 이름            |
| ---- | ------ | ------------ | --------------- |
| 91   | FW     |              | 맥수엘 사무라이 |
| 93   | FW     | 코트디부아르 | 그나미엔 이크페 |